# Contacte de llengües
El contacte de llengües, també conegut com a llengües en contacte (languages in contact), és la convivència de dues o més llengües en un mateix territori. És un fet universal, atès que és molt difícil trobar un país completament monolingüe:a Europa, només Islàndia, Portugal i Albània se'n podrien considerar, en un sentit ampli. Segons Cotano (2000), totes les llengües estan i han estat en contacte amb altres llengües amb les quals s'influeixen mútuament. A més, amb el fenomen de la globalització, aquests contactes es produeixen amb més freqüència i tenen una major influència.
La coexistència de dues llengües en una mateixa comunitat origina una sèrie de fenòmens a causa del contacte de codis diferents i de l'ús d'aquests codis pels mateixos individus: interferència, convergència, préstec, canvi de codi, etc. Els estudis de contacte de llengües investiguen els fenòmens com els manlleus lèxics o les interferències sintàctiques i morfològiques entre llengües i els factors socials que acompanyen aquests fenòmens com els que hem anomenat anteriorment. D'una banda, la perspectiva macrosociolingüística se centra en tot allò que té relació amb la situació de les llengües en la comunitat i les seves conseqüències tant en el fet lingüístic (transferències) com en el social (bilingüisme, diglòssia, conflicte lingüístic…). D'altra banda, i la perspectiva microsociolingüística se centra en l'anàlisi de la parla i la interacció verbal (canvi de codi, alternança de llengües...). Segons Boix i Vila, a partir de les dècades dels 80 i dels 90, va aparèixer un creixent interès per les llengües en contacte, de manera que, avui en dia, constitueixen un dels punts més productius i interdisciplinaris. Els actuals estudis sobre el contacte de llengües són molt diversificats, és a dir, relacionen diferents ciències com la lingüística, la sociologia, la psicologia, la neurologia, l'antropologia, la didàctica, etc. Per tant, aquests estudis són el punt d'intersecció més important de les ciències del llenguatge. Les seves línies de desenvolupament són:
- Estudis sobre les conseqüències que es produeixen del contacte entre dues o més llengües en l'estructura de cada llengua.
- Estudis partint de teories psicolingüístiques i neurolingüístiques amb la fi d'analitzar les semblances i les diferències entre els parlants bilingües i els monolingües en l'adquisició i pèrdua de les llengües a nivell mental i cognitiu.
- Estudis sobre l'aprenentatge a nivell escolar de les primeres i segones llengües.
- Estudis sobre les actituds lingüístiques, les relacions entre els diferents grups i els seus efectes en el contacte de llengües. Anàlisis sobre l'organització macrosocial del bilingüisme.
- Estudis sobre l'ús dels parlants de les diferents llengües segons els seus objectius socials.

## Antecedents
D'ençà que Uriel Weinreich va emprar aquesta designació en la seva obra Languages in contact (1953) ha format part de la terminologia de la sociolingüística. En l'obra d'aquest autor, el concepte 'interferència' és clau, s'entén com la desviació de la norma en la parla d'un individu bilingüe.
Weinreich empra la denominació languages in contact per a designar la situació en què dues llengües són usades alternativament per les mateixes persones. Weinreich es referia a l'individu com a entitat en què es dona el contacte de llengües. Tot i així, es pressuposa una comunitat i es dona una rellevància significativa a les circumstàncies de l'entorn polític, social i cultural.

## Els fenòmens de les llengües en contacte
Els fenòmens que es produeixen en una situació de llengües en contacte poden ser estudiats des de diferents perspectives:
Segons el parlant bilingüe
- Els aspectes psicològics i neuronals del bilingüisme
- L'aprenentatge d'una segona llengua
- L'estudi del bilingüisme en la psicologia social

Segons la dimensió social de la comunitat bilingüe
- Els trets de la comunitat bilingüe
- El desplaçament d'una llengua
- La mort de la llengua
- La normalització d'una llengua
- L'educació bilingüe

Segons la interacció en una comunitat bilingüe
- Les estratègies per neutralitzar
- La barreja de codis (code mixing)

## Alternança de codis
Cal distingir l'alternança de codis de la tria de llengües (en anglès, language choice). Weinreich (1953) diferenciava dotze factors extralingüístics que influïen en la interferència de les llengües:
Factors individuals: a. facilitat d'expressió verbal en general i de mantenir les dues llengües separades; b. competència lingüística; c. especialització funcional de cada llengua; d. manera d'aprendre cada llengua; e. actituds envers cada llengua.
Factors col·lectius: f. dimensió i composició sociocultural del grup bilingüe; g. prevalença d'un determinat grup de bilingües; h. actituds estereotipades envers cada llengua (prestigi); i. actituds envers la cultura de cada comunitat; j. actituds envers el bilingüisme com a tal; k. tolerància o intolerància en relació amb la barreja de codis; l. relació entre grup bilingüe i les comunitats de les quals forma part. L'estudi macrosociològic del fenomen de contacte de llengües ha permès explicar l'ús de diferents llengües entre els mateixos parlants en una situació plurilingüe. Davant del gran nombre de possibilitats, Peter Auer (1990, 1992, 1995) defensa que aquesta tria de llengua s'ha d'analitzar partint del context immediat on es produeix aquest fenomen. Altres autors, en canvi, estableixen models teòrics a partir de les relacions socials i lingüístiques que es produeixen en una comunitat com el model del marcatge (Carol Myers-Scotton, 1993a) que defensa que existeix una varietat no marcada per a cada determinada circumstància. Qualsevol altra varietat serà la varietat marcada que produirà el procés d'interferència en l'altra varietat.
Altres autors, partint de pautes culturals i relacions socials, han analitzat la tria i l'alternança de llengües. Els estudis més importants són els de Susan Gal (1979) i Kathryn Woolard (1989, 1992)
En una situació de contacte de llengües pot passar que hi hagi un tancament de les elits, és a dir, que els parlants d'una de les llengües consideren aquesta com a llengua socialment superior a l'altra, i com a conseqüència no tenen interès a aprendre aquesta segona infravalorada. Per tant, aquesta segona llengua acabarà per ser substituïda per la utilitzada per l'elit.
També podem trobar l'estratègia de neutralitat en la qual el parlant no s'identifica amb cap llengua que estigui en contacte i el parlant utilitza les diferents llengües en contacte indistintament.
Boix (1993) mostra com la tria i l'alternança de llengües es produeixen per motius històrics i socioeconòmics. Aquesta tria pot beneficiar o perjudicar la llengua minoritzada. En el cas del català, la llengua minoritzada, el català, ha augmentat els seus usos entre el jovent.

## L'evolució de les varietats lingüístiques
Per conèixer l'evolució que han patit les diferents varietats lingüístiques en una situació de contacte de llengües hem de tenir en compte els següents processos que han influït en l'evolució:
- El substrat que recull les influències rebudes a la llengua que substitueix de la llengua substituïda.
- La distribució social de les marques transcòdiques, és a dir, veure les conseqüències que produeixen l'alternança de codis en una comunitat lingüística en determinat contextos socials.
- La convergència lingüística o l'acomodació dels elements i de les oposicions d'una llengua a una altra. Aquesta convergència es pot donar en tota la llengua o en nivells determinats de la llengua.
- La relexificació: el vocabulari d'una llengua es va substituint pel de l'altra llengua, però la gramàtica es manté intacta, és a dir, no hi ha substitució d'aquesta.
- La imitació culta de llengües prestigioses, és a dir, que els parlants d'una comunitat lingüística en què hi ha contacte de llengües considerin una d'aquestes com a llengua de prestigi i l'adoptin en situacions formals. Això pot afectar diversos aspectes de la llengua tant a nivell de lèxic com a nivell estilístic, sintàctic...
- L'encongiment i la mort de la llengua. En aquests casos, l'alternança progressiva dels codis lingüístics pot produir una substitució lingüística on la llengua recessiva es veu amenaçada per la llengua expansiva. Tot i això, no sempre aquesta alternança produirà la substitució, ja que trobem casos de comunitats bilingües en què l'alternança de codis és habitual i conviuen en les converses dels parlants.

## Conseqüències lingüístiques
Mollà i Viana (1989) recullen l'enfocament d'Aracil, segons el qual, es poden englobar en quatre grups els canvis sociolingüístics: dos d'aquests canvis se centren en la simplificació: nativització i normalització, i els altres dos, en la complicació: sabirització i substitució. En un altre nivell, es parlaria d'hibridació.
a. La nativització és el procés pel qual una comunitat passa a tenir com a llengua nativa aquella que s'empra amb els de fora, i la normalització és el procés pel qual una comunitat passa a emprar en una situació formal la llengua o la varietat que es limitava a situacions col·loquials.
b. La sabirització és el procés pel qual una comunitat adquireix una nova llengua per usar-la amb els de fora de la comunitat lingüística, i la substitució és el procés pel qual la llengua de la comunitat és deixada de banda fins a ser reemplaçada per una altra llengua.
c. La hibridació és l'aparició de terceres varietats com a resultat del contacte de llengües El pidgin és una varietat lingüística creada a partir de dues o més llengües amb l'objectiu de permetre la comunicació entre individus de comunitats lingüístiques diferents en situacions comunicatives concretes com, per exemple, els intercanvis comercials. Els parlants mantenen la seva llengua nativa. El crioll és el pidgin que esdevé la llengua materna d'una comunitat. Com el pidgin, és el resultat del contacte de dues o més llengües, però, en el cas del crioll, es desenvolupa sense limitacions socials ni de context.
d. La creació de llengües mixtes també és el resultat del contacte entre dues llengües, però, al contrari que el pidgin i el crioll, la seva finalitat és ser símbol d'identitat d'una comunitat. En aquest cas, el parlant comparteixen dues llengües i se'n crea una tercera a partir, per exemple, de l'estructura gramatical d'una i el lexicó de l'altra. És un exemple el Michif al sud del Canadà.